# Pico do Cascalho
O Pico do Cascalho é uma elevação portuguesa localizada no concelho de Ponta Delgada, ilha de São Miguel, arquipélago dos Açores.
Este acidente geológico tem o seu ponto mais elevado a 344 metros de altitude acima do nível do mar e encontra-se nas imediações da formação geológica do Pico da Pedra, no concelho da Lagoa e povoado Pico da Pedra, concelho da Ribeira Grande, também do Pico do Bispo.